# 包瀜
包瀜（？—？），直隸人，清朝官員。兵部效力出身。

## 生平
包瀜於1751年（乾隆16年）接替段續綸，於台灣台北地區擔任八里坌巡檢一職，是大台北地區的地方父母官。